# Lawrence Anastasi
Lawrence Joseph Anastasi (Filadelfia, 6 settembre 1934 – Filadelfia, 25 giugno 2024) è stato uno schermidore statunitense, specializzato nella spada e nel fioretto.

## Biografia
Partecipò ai Giochi della XVIII Olimpiade di Tokyo nel 1964 e ai Giochi della XIX Olimpiade di Città del Messico nel 1968.

## Palmarès
In carriera conseguì i seguenti risultati:
- Giochi Panamericani:

San Paolo 1963: oro nella spada a squadre e nel fioretto a squadre.